# Caesarea Maritima
Caesarea Maritima vagy Caesarea Stratonis  vagy egyszerűen csak palesztinai Cézárea  vagy Kaiszareia (koiné görög: Καισάρεια, Kaisáreia; héber: קֵיסָרְיָה) történelmi város Izrael tengerpartján. A mai Tel-Aviv és Haifa között mintegy félúton feküdt, a mai Caesarea települése mellett.

## Története
Már a Kr. e. 4. században állt itt egy erőd, amelyet Sztratón szidóni uralkodó alapított, de a várost és kikötőjét Nagy Heródes építtette Kr. e. 25–13 között. Augustus császár iránti tiszteletéből Caesareának nevezte el. A város egy igazi metropolisz lett, tágas terekkel, pompás templomokkal, kolosszális szobrokkal és piacokkal. Mivel itt a tengerpart egyenes vonalban fut, és egészen sík, a kikötő építéséhez ki kellett mélyíteni a tengert és a kikötőt hullámtörő gátakkal ellátni. A városba Heródes hellén lakosságot telepített be, akik a pogány szokások szerint éltek. Nemsokára Cézárea a judeai római helytartóknak is székhelyük lett. Élt itt egy zsidó közösség is, köztük és a hellén lakosság között állandó feszültség volt, amely Kr. u. 66-ban érte el a tetőpontját. A római–zsidó háborúban jelentős szerepet játszott a város, itt volt a Jeruzsálemet támadó római seregek táborhelye és utánpótlási bázisa. Miután lerombolták Jeruzsálemet, a római seregek itt ünnepelték győzelmüket és az amfiteátrumban az elfogott zsidók ezreit gyilkolták le. 7. században Cézárea lett Judea tartomány fővárosa és a római légiók főhadiszállása. Kr. u. 136-ban a Bar Kohba felkelés vezetőit itt ítélték kínhalálra. A 2. században vízvezetéket is építettek, amely a 16 km távolságban levő Kármel-hegy forrásaiból szállította a vizet a városba. (A vízvezeték maradványai ma is láthatók.) A 3. században már püspöki székhely működik itt. Itt élt Órigenész keleti egyházatya és Euszébiosz püspök és történetíró. A bizánci kor után az arab hódítók tartományi fővárosul Liddát választották, így Cézárea hanyatlásnak indult. A keresztes háborúk idején többször cserélt gazdát, míg végül 1265-ben a mameluk szultán, Bajbarsz végleg bevette és szétromboltatta a kikötőjét, hogy a további, Európából induló keresztes hódításokat megelőzze.
2016 áprilisában Ran Feinstein és Ofer Raanan amatőr búvárok néhány bronz tárgyat fedeztek fel az egykori kikötő előtti tengerfenéken, és a régészeti szolgálatnak jelezték azt. Az Izraeli Régészeti Hatóság (IAA) 2016. május 16-i jelentése alapján az elmúlt 30 év legjelentősebb leletét találták meg, azzal, hogy egy időszámításunk szerinti 4. században viharban elsüllyedt római kori kereskedőhajóra és fém rakományára bukkantak. A kiváló állapotban lévő bronzkincsek közt volt egy a római napistent megörökítő gyertyatartó, egy a holdistent, Lunát ábrázoló szobor, afrikai rabszolga fejét formázó gyertyatartó, valamint egy vízhordóedény töredékei. Ezen a területen egy évvel ezelőtt római aranypénzeket is találtak, a leletek Jakov Sarvít, a tengeri régészetet vezető szakember szerint rendkívüli szépségükön túl történelmi szempontból is különösen fontosak.

## A Bibliában
Az Újszövetségi apostolok cselekedeteiben gyakran van említve a város neve.
- Fülöp evangélista itt élt egy ideig.[5]
- Kornélius római százados itt élt, akit Péter apostol felkeresett.[6]
- Pál apostol gyakran megfordult itt, amikor missziós útjaira indult és visszatért azokról. Később 2 évet itt töltött fogságban.[7]
- Más keresztények is éltek itt az apostoli korban.[8]

## Galéria

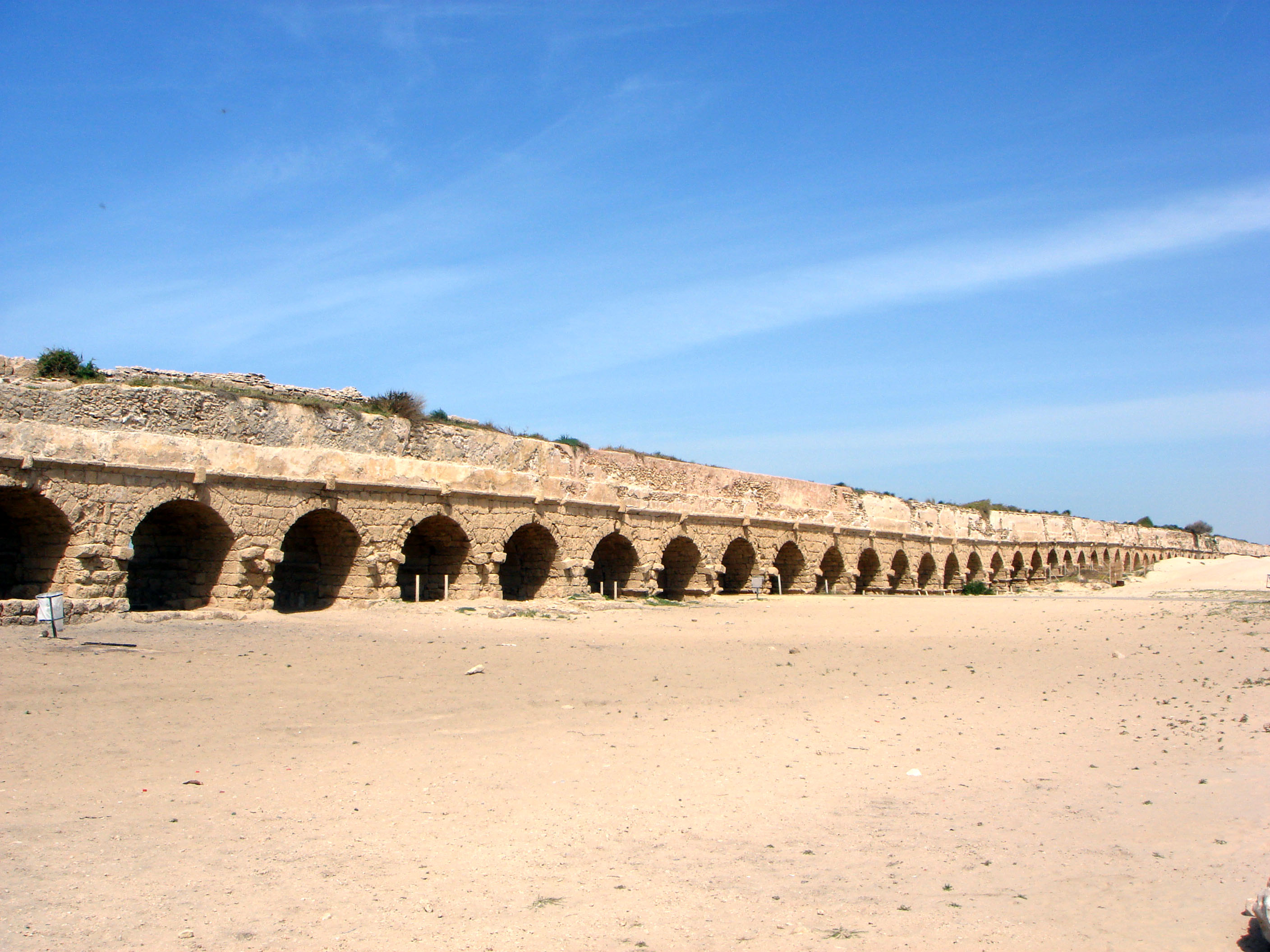
Római vízvezeték
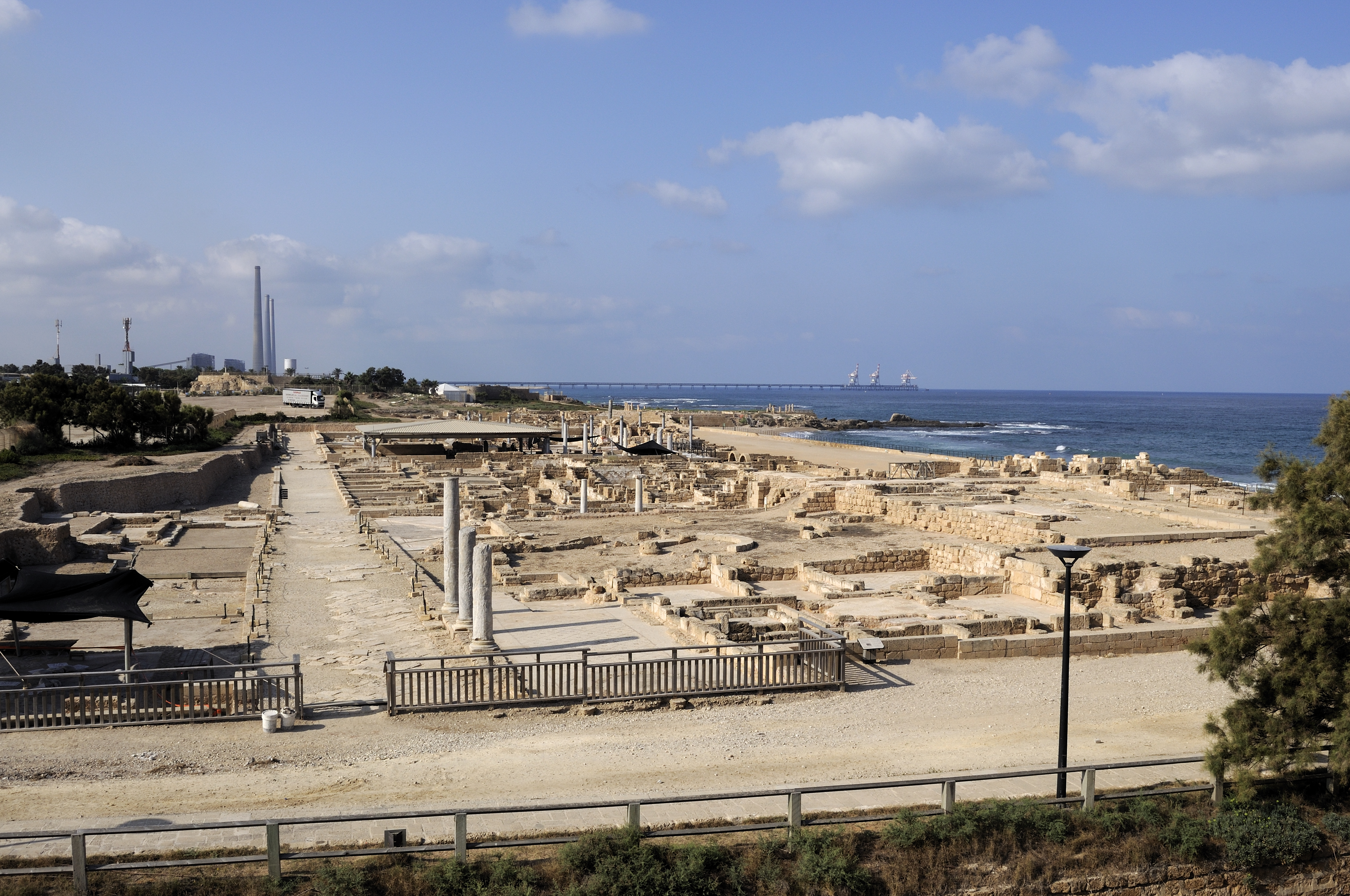
Ókori romok
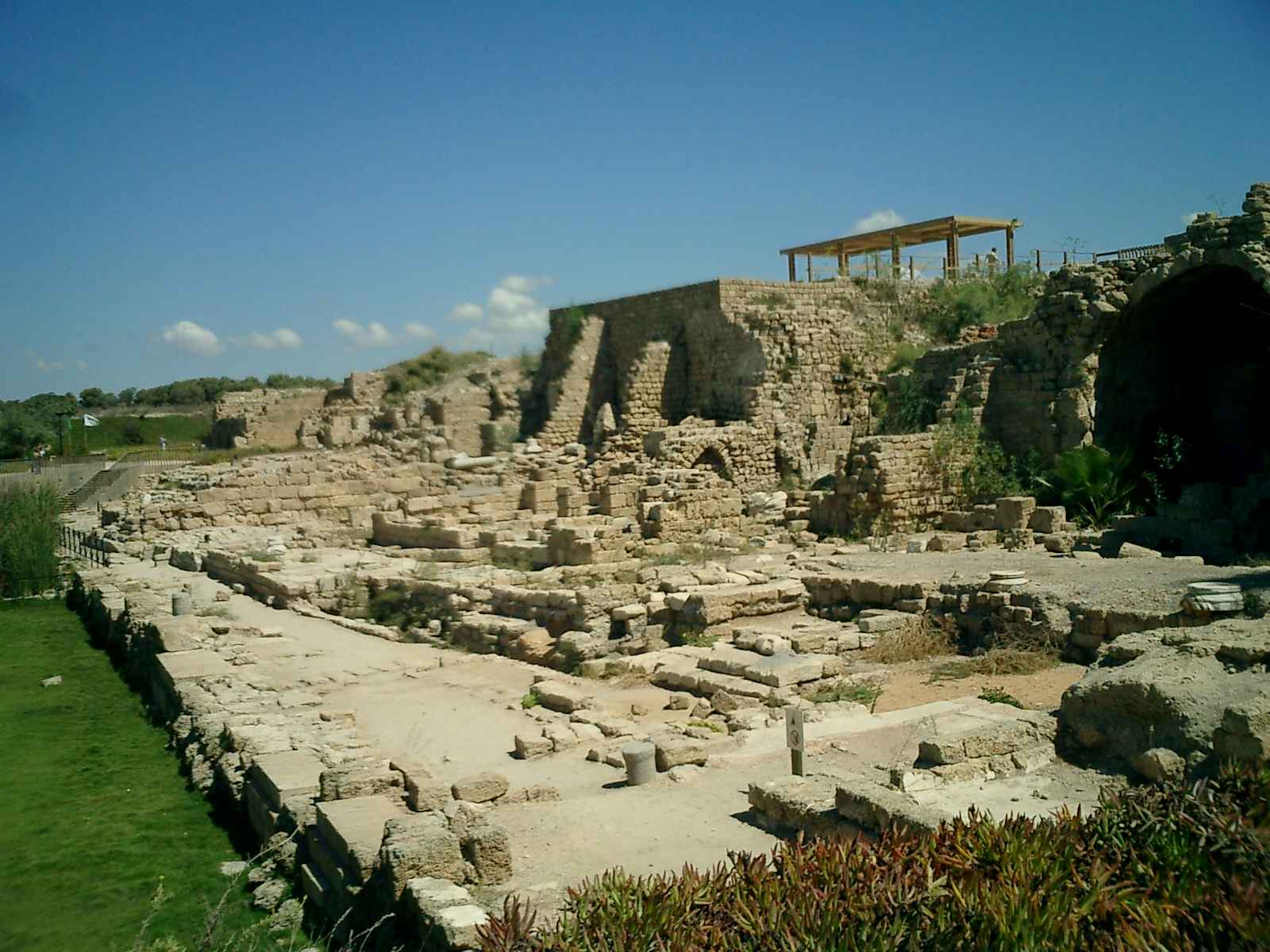
Romok
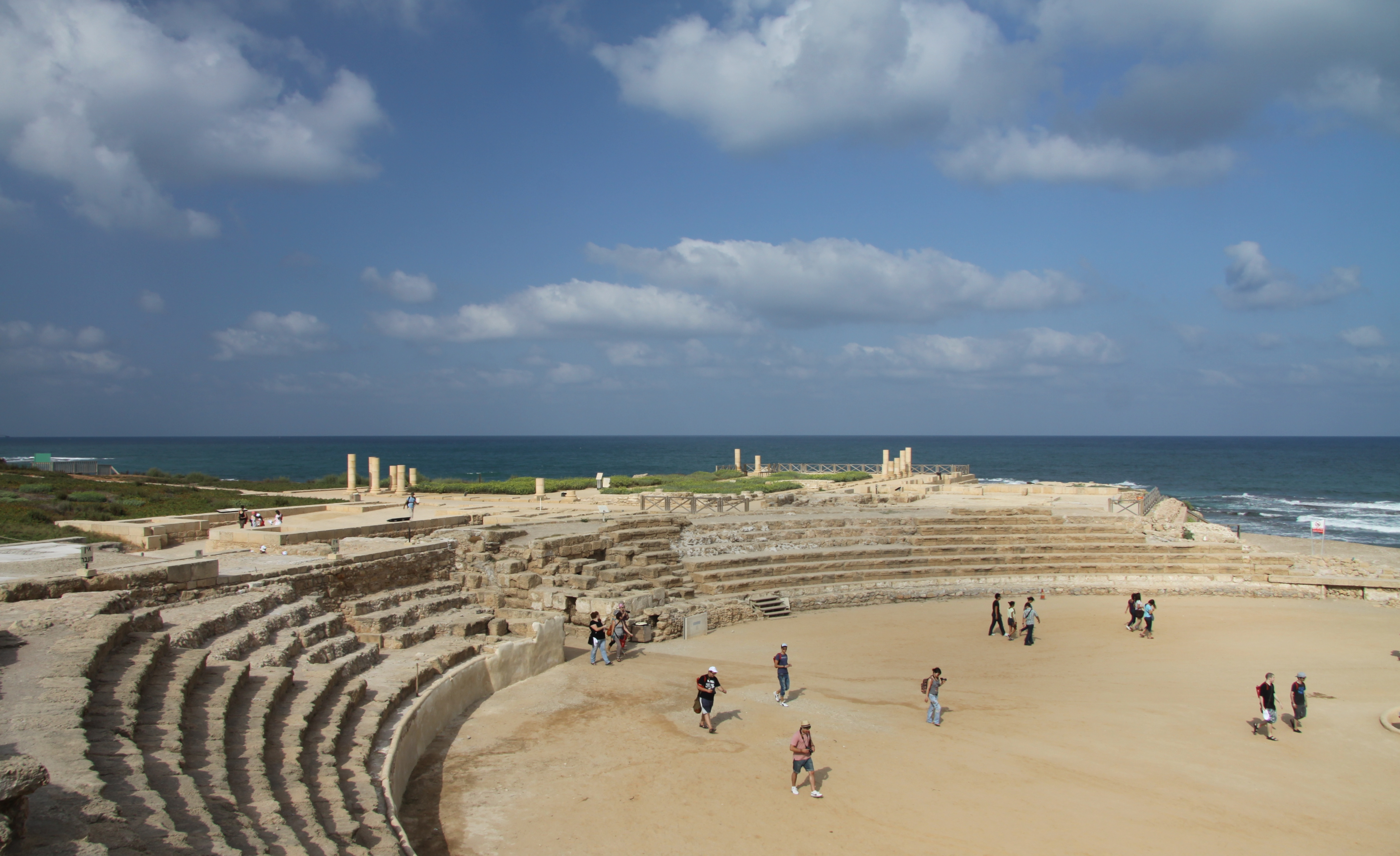
Hippodrom
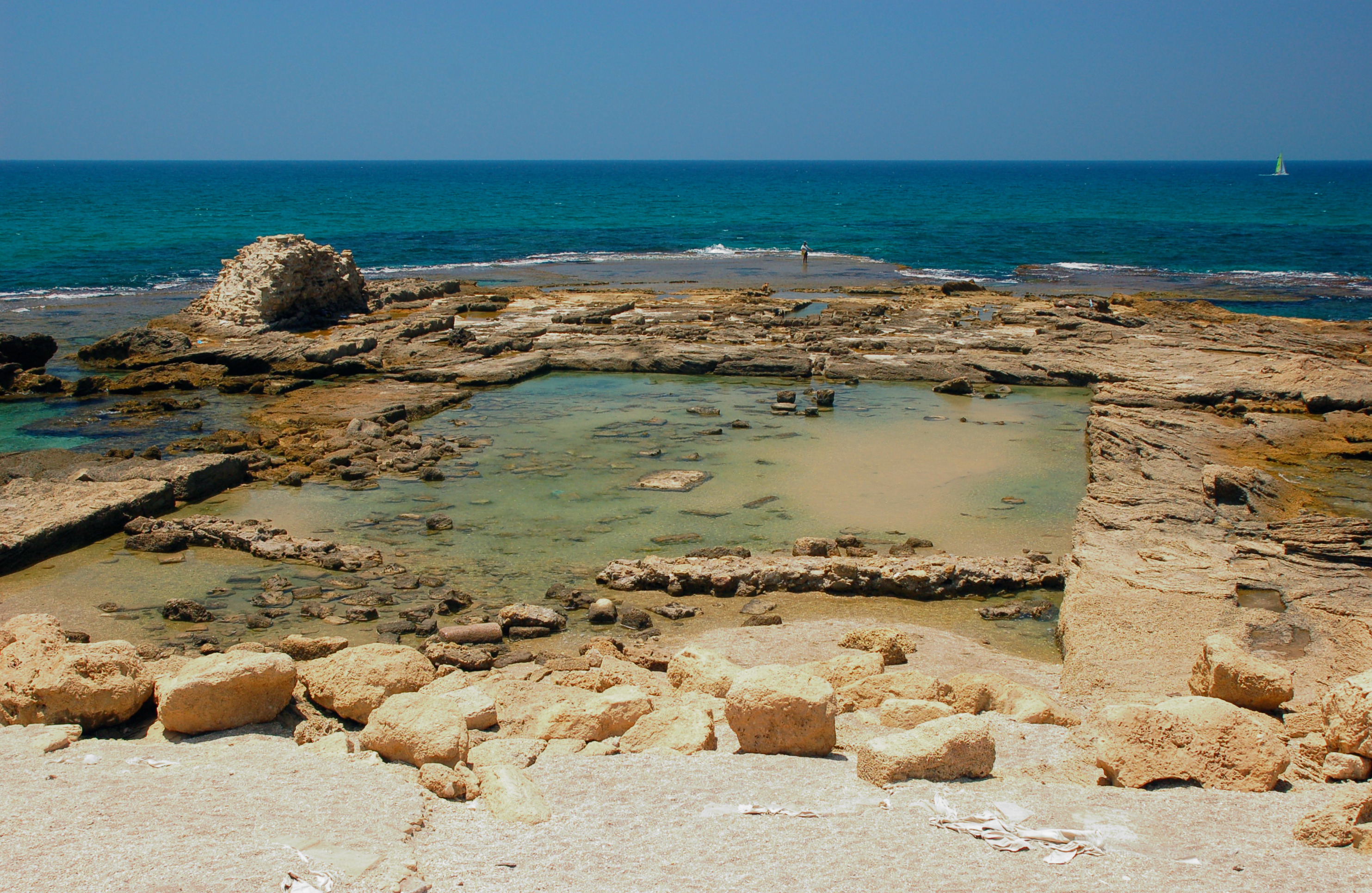
Egy tengerparti fürdő romjai